# Памятный знак участника баррикад 1991 года
Памятный знак участника баррикад 1991 года (латыш. 1991. gada barikāžu dalībnieka piemiņas zīme) — государственная награда Латвийской Республики.
Вручается участникам баррикад в январе 1991 года в Риге за мужество, самоотверженность и инициативу, проявленные в январе и августе 1991 года, за вклад в организацию и снабжение, а также лицам, морально и материально поддержавшим участников баррикад.

## История
Награджение знаком начато 20 января 1996 года «Открытым общественным фондом участников баррикад 1991 года».
29 апреля 1999 года Сейм Латвийской Республики принял закон «О памятном знаке участника баррикад 1991 года», который регулирует вручение памятного знака и определяет, что это государственная награда Латвийской Республики. Решения правления о присуждении знака публикуются в официальном издании Латвийской Республики «Latvijas Vēstnesis».

## Описание
Памятный знак представляет собой медальон в форме щита диаметром 40 мм, увенчанный позолоченными дубовыми листьями, на котором изображён лев, держащий малый щит со скрещенными ключами. Над большим щитом надпись «LR 1991», на обратной стороне памятного знака надпись «PAR LATVIJU» (За Латвию) и номер памятного знака.
Знак крепится на планку с лентой цвета флага Латвии шириной 30 мм. Планка крепится к одежде с помощью булавки.
В наградной комплект также входит малый значок диаметром 20 мм для повседневного ношения. Лицам, награждённым знаком, выдаётся удостоверение, подписанное спикером Сейма Латвийской Республики и членами совета Памятного знака участника баррикад 1991 года, и заверенное печатью правления.

## Порядок ношения
Знак носится в праздники и в торжественных случаях с соответствующей одеждой, если это предусмотрено протоколом мероприятия. Знак носится после высших наград Латвийской Республики, если такие имеются.
На повседневной одежде носится малый значок.

## Награждения
Памятный знак вручался Советом памятного знака участников баррикад 1991 года, в состав которого были председатель Сейма и приглашённые им четыре члена совета. Председатель правления и члены правления исполняют свои обязанности на общественных началах без вознаграждения. В 2011 году в Совете состояли: председатель 10-го Сейма Солвита Аболтиня, председатель Союза самоуправлений Латвии Андрис Яунслейнис, писательница Марина Костенецкая, директор Канцелярии Сейма Марис Стейнс и директор Музея баррикад 1991 года Ренарс Заляйс.
Предложение о награждении знаком могло быть внесено в Совет любым лицом, предоставившим описание заслуг, за которые предлагается награждение. Это единственная в Латвии государственная награда, которая вручается посмертно и передаётся на хранение родственникам награждённого.
По словам председателя правления Общества участников баррикад 1991 года Ренара Заля, многие списки с именами защитников баррикад были уничтожены в дни августовского путча 1991 года, когда существовала угроза, что в случае сохранения СССР власти, против этих людей могли быть применены репрессии. До 31 декабря 2008 года латвийские самоуправления, бывшие лидеры и активисты Народного фронта Латвии, руководители организаций, поддержавших оборону баррикад, и частные лица могли подать заявления о награждении участников баррикад памятными знаками.
Награждение прекращено в октябре 2011 года, когда были награждены все представленные лица. Те, кто по разным причинам не смог получить свою награду, могли обратиться в Музей баррикад 1991 года в Риге.
Для тех, кто доказал мужество и самоотверженность во время баррикад, но на чьё имя не было получено заявлений на награждение, Совет Памятного знака участников баррикад 1991 года учредил особую Благодарственную грамоту.
Всего памятным знаком награждены 31 119 участников баррикад. С 2013 по октябрь 2016 года также было вручено более 700 Благодарственных грамот.